# Битва при Миссунде (1850)
Битва при Миссунде — сражение между Пруссией и Данией в ходе Датско-прусской войны за обладание герцогствами Шлезвиг и Гольштейн, связанными личной унией с датским королевством, которое состоялось 12 сентября 1850 года близ населённого пункта Миссунде.
После поражения при Идштедте, командующий шлезвиг-голштейнск. армией генерал Карл Вильгельм фон Виллисен, имея 27 000 человек, решил атаковать армию датчан, 4-тысячный отряд которых занимал позицию у Миссунде и Экернферде.
12 сентября в 11:30 авангард шлезвиг-голштинцев полковника Герхарда, не дожидаясь подхода 1-й полубригады, атаковал датчан. Несмотря на местные препятствия, превосходство сил и сильный ружейный и пушечный огонь датчан, союзники выбили противника из окопов у дороги и у Кохендорфа и отбросили их на позицию у Длинного озера, около Миссунде, где у них находились резервы.
Около часу дня, подошла 1-я полубригада и остановилась близ Кохендорфа, а 2-я полубригада — на шоссе между Экернферде и Шлезвигом. Около двух часов дня Виллисен перешел в наступление возле Миссунде. Под огнем артиллерии датчан и под прикрытием своей артиллерии штурмовые колонны двинулись в атаку и подошли на 100 шагов к неприятельскому тет-де-пону у Миссунде, уже было видно, как датчане спешно переправлялись по мосту на ту сторону, как вдруг нерешительный Виллисен велел своей артиллерии прекратить огонь, а пехоте повернуть обратно. Однако, шлезвиг-голштинцы ворвались в тет-де-пон, но, без поддержки пушек, не могли преследовать бегущих датчан, которые только благодаря этому не были полностью разгромлены и остановились на том берегу Шлея. К вечеру Виллизен направил войска обратно к Рендсбургу.
Потери датчан — 213 человек убитыми и ранеными; потери шлезвиг-голштинцев — 455 человек убитыми и ранеными.